# Liste der Bischöfe von Muro Lucano
Die folgenden Personen waren Bischöfe von Muro Lucano (Italien):
- Leone (1049–1050)
- Eustachio (1059–1085)
- Gaudino (1100–1108)
- Roberto (1169)
- Monteguidone (1212–1013)
- Magno oder Giovanni (1217)
- Roberto (1239)
- Nicola de Patrice (ca. 1250–1253)
- Palermo (1253–1274)
- Nicol oder Nicola (1310)
- Pietro (1332)
- Matteo (1332)
- Nicol oder Nicola (1340–1345)
- Enrico Mari oder Marci (1345–1349)
- Guglielmo Barbieri (1349–1356)
- Giacomo de Fusco oder del Fosco (1357–1364)
- Domenico (1364–1373)
- Simone (1373)
- Antonio (1376–1395)
- Antonio (1395–1403)
- Guglielmo (1395–1405)
- Giovanni Bonifacio de Pannella oder Giovanni Pannella de Bonifacis (1406–1418) (Erzbischof)
- Guiduccio de Porta e della Porta (1418–1423)
- Giovanni di Sanfelice (1423–1443)
- Barnaba de Molina oder Melina (1443–1462)
- Andrea Percivalli di Veroli (1463–1464)
- Meolo de Mascambruni (1464–1486)
- Nicola Antonio de Piscibus (1486–1517)
- Antonio Camillo de Piscibus (1517–1521)
- Cesare Angelo Carpano (1521–1528)
- Matteo de Grifonibus (1528–1540)
- Ascanio Parisani (1540–1541) (Kardinal; Administrator des Bistums)
- Silverio de Petrucci (1541–1560)
- Flavio Orsini (1560–1562)
- Filesio Cittadinus (1562–1571)
- Giulio Ricci (1572–1575)
- Daniele Vocazio (1575–1577)
- Vincenzo Petrolino (1577–1606)
- Tomeo Confetto (1606–1630)
- Clemente Confetto (1630–1643)
- Giovanni Carlo Coppola (1643–1652)
- Ascanio Ugolini (1652–1660)
- Francesco Maria Annoni (1660–1674)
- Alfonso Pacella (1674–1702)
- Andrea Sarnelli (1703–1707)
- Giovanni Innocenzo Carusio (1707–1718)
- Angelo Acerno (1718–1724)
- Domenico Antonio Manfredi (1724–1738)
- Melchiorre Delfico (1738–1744)
- Vito Moio (1744–1767)
- Carlo Gagliardi (1767–1778)
- Luca Nicola De Luca (1778–1792)
- Giuseppe Maria Beneventi (1792–1794)
- Giovanni Filippo Ferrone (1797–1826)
- Filippo Martuscelli (1827–1831)
- Tommaso Antonio Gigli (1832–1858)
- Francesco Saverio D’Ambrosio (1859–1872)
- Raffaele Capone (1883–1908)
- Alessio Ascalesi C.PP.S. (1909–1911)
- Giuseppe Scarlata (1912–1935)
- Bartolomeo Mangino (1937–1946)
- Giacomo Palombella (1946–1950)
- Matteo Guido Sperandeo (1952–1955)
- Antonio Rosario Mennonna (1955–1962)
- Umberto Luciano Altomare (1962–1970)
- Aurelio Sorrentino (1970–1977) (auch Erzbischof von Potenza)
- Giuseppe Vairo (1977–1986) (auch Erzbischof von Potenza)

Weiterführung ab 1986 unter Liste der Erzbischöfe von Potenza